# Prințul Abdullah
Prințul Abdullah (c. 1525 – c. 1528) a fost un prinț otoman (șehzade), fiu al sultanului otoman Soliman Magnificul și al lui Hurrem Sultan (Roxelana), întrucât Suleiman și Hurrem erau într-o relație monogamă la vremea nașterii sale.  Bunicii săi sunt Selim I, Hafsa Sultan. S-a născut în jurul anului 1525 în Palatul Topkapi, Imperiul Otoman și a murit din cauza unei boli, posibil variolă, la Istanbul, în jurul anului 1528.
Deși uneori considerat în mod popular ca parte dintr-o pereche de gemeni, istoricii actuali cred că el nu a fost geamănul lui Mihrimah Sultan, deoarece este probabil ca nașterile lor să fi avut loc la ani distanță.
Printre frații/surorile sale se numără: Sehzade Mustafa, Sehzade Mehmet, Sehzade Murad, Sehzade Mahmud, Sehzade Cihangir, Selim II, Sehzade Bayezid, Mihrimah Sultan, Fatma Nur sultan, Raziye Sultan.